# Wilmar Jordán
Pour les articles homonymes, voir Jordan.
Wilmar Jordán, né le 17 octobre 1990 à Itagüí, est un footballeur colombien. Il évolue au Punjab FC au poste d'attaquant.

## Carrière
Jordán commence sa carrière professionnelle à Monagas au Venezuela. Au cours de la saison 2010-2011, il dispute 35 matchs en première division vénézuélienne, terminant meilleur buteur du club avec 19 buts.
Le 1er juillet 2011, Jordán rejoint le Gyeongnam FC en Corée du Sud. Le 16 juillet, il marque ses débuts en K-League avec un but lors d'une victoire 7-1 sur Daejeon Citizen. Le 16 octobre, Jordán inscrit un doublé à l'occasion de la victoire 3-0 de Gyeongnam sur Daegu.
Au cours de l'été 2013, Jordán signe avec le club bulgare Litex Lovech. Le 14 décembre 2013, il marque son premier triplé pour l'équipe, lors d'une victoire 5-2 sur le Lokomotiv Plovdiv. Jordán termine sa première saison en Bulgarie en tant que meilleur buteur du championnat avec 20 buts.
Le 27 février 2015, il rejoint le club de la Super League chinoise Tianjin TEDA.
Le 18 août 2015, il rejoint l'Emirates Club des Emirats Arabes Unis, en prêt. Jordán marque un triplé lors d'une victoire 4-3 contre Al Dhafra.